# Major League Baseball 1999
La stagione 1999 della Major League Baseball si è aperta il 4 aprile con l'incontro disputato a Monterrey in Messico tra i Colorado Rockies e i San Diego Padres concluso 8-2.
L'All-Star Game si è giocato il 13 luglio al Fenway Park di Boston ed è stato vinto dalla selezione dell'American League per 4-1.
Le World Series si sono svolte tra il 23 ed il 27 ottobre, si sono concluse con la vittoria degli New York Yankees che si sono imposti per 4 partite a 0 sugli Atlanta Braves.
Durante la stagione 1999 si raggiunse un numero record di 5528 fuoricampo battuti, cifra che superò il record di 5064 dell’anno precedente e che venne a sua volta superata già nel 2000, quando se ne batterono 5693.
Alla fine della stagione regolare, il pubblico totale è stato di 70 159 380 spettatori, con una media di 28 907 spettatori a partita.

## Regular Season

### American League

#### East Division
| # | Squadra              | Vittorie | Sconfitte | Perc. | Diff. |
| - | -------------------- | -------- | --------- | ----- | ----- |
| 1 | New York Yankees     | 98       | 64        | .605  | —     |
| 2 | Boston Red Sox       | 94       | 68        | .580  | 4.0   |
| 3 | Toronto Blue Jays    | 84       | 78        | .519  | 14.0  |
| 4 | Baltimore Orioles    | 78       | 84        | .481  | 20.0  |
| 5 | Tampa Bay Devil Rays | 69       | 93        | .426  | 29.0  |

#### Central Division
| # | Squadra            | Vittorie | Sconfitte | Perc. | Diff. |
| - | ------------------ | -------- | --------- | ----- | ----- |
| 1 | Cleveland Indians  | 97       | 65        | .599  | —     |
| 2 | Chicago White Sox  | 75       | 86        | .466  | 21.5  |
| 3 | Detroit Tigers     | 69       | 92        | .429  | 27.5  |
| 4 | Kansas City Royals | 64       | 97        | .398  | 32.5  |
| 5 | Minnesota Twins    | 63       | 97        | .394  | 33.0  |

#### West Division
| # | Squadra           | Vittorie | Sconfitte | Perc. | Diff. |
| - | ----------------- | -------- | --------- | ----- | ----- |
| 1 | Texas Rangers     | 95       | 67        | .586  | —     |
| 2 | Oakland Athletics | 87       | 75        | .537  | 8.0   |
| 3 | Seattle Mariners  | 79       | 83        | .488  | 16.0  |
| 4 | Anaheim Angels    | 70       | 92        | .438  | 25.0  |

|  | Vincitore Division |
|  | Wild Card          |

### National League

#### East Division
| # | Squadra               | Vittorie | Sconfitte | Perc. | Diff. |
| - | --------------------- | -------- | --------- | ----- | ----- |
| 1 | Atlanta Braves        | 103      | 59        | .636  | —     |
| 2 | New York Mets         | 97       | 66        | .595  | 6.5   |
| 3 | Philadelphia Phillies | 77       | 85        | .475  | 26.0  |
| 4 | Montreal Expos        | 68       | 94        | .420  | 35.0  |
| 5 | Florida Marlins       | 64       | 98        | .395  | 39.0  |

#### Central Division
| # | Squadra             | Vittorie | Sconfitte | Perc. | Diff. |
| - | ------------------- | -------- | --------- | ----- | ----- |
| 1 | Houston Astros      | 97       | 65        | .599  | —     |
| 2 | Cincinnati Reds     | 96       | 67        | .589  | 1.5   |
| 3 | Pittsburgh Pirates  | 78       | 83        | .484  | 18.5  |
| 4 | St. Louis Cardinals | 75       | 86        | .466  | 21.5  |
| 5 | Milwaukee Brewers   | 74       | 87        | .460  | 22.5  |
| 6 | Chicago Cubs        | 67       | 95        | .414  | 30.0  |

#### West Division
| # | Squadra              | Vittorie | Sconfitte | Perc. | Diff. |
| - | -------------------- | -------- | --------- | ----- | ----- |
| 1 | Arizona Diamondbacks | 100      | 62        | .617  | —     |
| 2 | San Francisco Giants | 86       | 76        | .531  | 14.0  |
| 3 | Los Angeles Dodgers  | 77       | 85        | .475  | 23.0  |
| 4 | San Diego Padres     | 74       | 88        | .457  | 26.0  |
| 5 | Colorado Rockies     | 72       | 90        | .444  | 28.0  |

|  | Vincitore Division |
|  | Wild Card          |

### Record Individuali

#### American League[5][6]
| Stat. | Giocatore         | Squadra                           | Totale |
| ----- | ----------------- | --------------------------------- | ------ |
| AVG   | Nomar Garciaparra | Boston Red Sox                    | .357   |
| HR    | Ken Griffey Jr.   | Seattle Mariners                  | 48     |
| RBI   | Manny Ramírez     | Cleveland Indians                 | 165    |
| R     | Roberto Alomar    | Cleveland Indians                 | 138    |
| H     | Derek Jeter       | New York Yankees                  | 219    |
| SB    | Brian Hunter      | Detroit Tigers e Seattle Mariners | 44     |

| Stat. | Giocatore      | Squadra           | Totale |
| ----- | -------------- | ----------------- | ------ |
| W     | Pedro Martínez | Boston Red Sox    | 23     |
| L     | Brian Moehler  | Detroit Tigers    | 16     |
| ERA   | Pedro Martínez | Boston Red Sox    | 2.07   |
| K     | Pedro Martínez | Boston Red Sox    | 313    |
| IP    | David Wells    | Toronto Blue Jays | 231.2  |
| SV    | Mariano Rivera | New York Yankees  | 42     |

#### National League[7][8]
| Stat. | Giocatore     | Squadra              | Totale |
| ----- | ------------- | -------------------- | ------ |
| AVG   | Larry Walker  | Colorado Rockies     | .379   |
| HR    | Mark McGwyre  | St. Louis Cardinals  | 65     |
| RBI   | Mark McGwyre  | St. Louis Cardinals  | 147    |
| R     | Jeff Bagwell  | Houston Astros       | 143    |
| H     | Luis Gonzalez | Arizona Diamondbacks | 206    |
| SB    | Tony Womack   | Arizona Diamondbacks | 72     |

| Stat. | Giocatore      | Squadra              | Totale |
| ----- | -------------- | -------------------- | ------ |
| W     | Mike Hampton   | Houston Astros       | 22     |
| L     | Steve Trachsel | Chicago Cubs         | 18     |
| ERA   | Randy Johnson  | Arizona Diamondbacks | 2.48   |
| K     | Randy Johnson  | Arizona Diamondbacks | 364    |
| IP    | Randy Johnson  | Arizona Diamondbacks | 271.2  |
| SV    | Ugueth Urbina  | Montreal Expos       | 41     |

## Post Season
|  | Division Series | Division Series  | Division Series |                |                      | League Championship Series | League Championship Series | League Championship Series |  |  | World Series | World Series     | World Series |
|  |                 |                  |                 |                |                      |                            |                            |                            |  |  |              |                  |              |
|  | 1               | New York Yankees | 3               |                |                      |                            |                            |                            |  |  |              |                  |              |
|  | 3               | Texas Rangers    | 0               |                |                      |                            |                            |                            |  |  |              |                  |              |
|  | 3               | Texas Rangers    | 0               |                | 1                    | New York Yankees           | 4                          |                            |  |  |              |                  |              |
|  |                 |                  |                 |                | 1                    | New York Yankees           | 4                          |                            |  |  |              |                  |              |
|  |                 | 4                | Boston Red Sox  | 1              |                      |                            |                            |                            |  |  |              |                  |              |
|  | 2               | 4                | Boston Red Sox  | 1              | Cleveland Indians    | 2                          |                            |                            |  |  |              |                  |              |
|  | 2               |                  |                 |                | Cleveland Indians    | 2                          |                            |                            |  |  |              |                  |              |
|  | 4               | Boston Red Sox   | 3               |                |                      |                            |                            |                            |  |  |              |                  |              |
|  |                 |                  |                 |                |                      |                            |                            |                            |  |  | AL1          | New York Yankees | 4            |
|  |                 |                  | NL1             | Atlanta Braves | 0                    |                            |                            |                            |  |  |              |                  |              |
|  | 1               | Atlanta Braves   | 3               |                |                      |                            |                            |                            |  |  |              |                  |              |
|  | 3               | Houston Astros   | 1               |                |                      |                            |                            |                            |  |  |              |                  |              |
|  | 3               | Houston Astros   | 1               |                | 1                    | Atlanta Braves             | 4                          |                            |  |  |              |                  |              |
|  |                 |                  |                 |                | 1                    | Atlanta Braves             | 4                          |                            |  |  |              |                  |              |
|  |                 | 4                | New York Mets   | 2              |                      |                            |                            |                            |  |  |              |                  |              |
|  | 2               | 4                | New York Mets   | 2              | Arizona Diamondbacks | 1                          |                            |                            |  |  |              |                  |              |
|  | 2               |                  |                 |                | Arizona Diamondbacks | 1                          |                            |                            |  |  |              |                  |              |
|  | 4               | New York Mets    | 3               |                |                      |                            |                            |                            |  |  |              |                  |              |

### Division Series
American League
| Data                                  | Squadra di casa  | Squadra ospite   | Ris. |
| ------------------------------------- | ---------------- | ---------------- | ---- |
| 05/10                                 | New York Yankees | Texas Rangers    | 8-3  |
| 07/10                                 | New York Yankees | Texas Rangers    | 3-1  |
| 09/10                                 | Texas Rangers    | New York Yankees | 0-3  |
| New York Yankees vincono la serie 3-0 |                  |                  |      |

| Data                                | Squadra di casa   | Squadra ospite    | Ris. |
| ----------------------------------- | ----------------- | ----------------- | ---- |
| 06/10                               | Cleveland Indians | Boston Red Sox    | 3-2  |
| 07/10                               | Cleveland Indians | Boston Red Sox    | 11-1 |
| 09/10                               | Boston Red Sox    | Cleveland Indians | 9-3  |
| 10/10                               | Boston Red Sox    | Cleveland Indians | 23-7 |
| 11/10                               | Cleveland Indians | Boston Red Sox    | 8-12 |
| Boston Red Sox vincono la serie 3-2 |                   |                   |      |

National League
| Data                                | Squadra di casa | Squadra ospite | Ris. |
| ----------------------------------- | --------------- | -------------- | ---- |
| 05/10                               | Houston Astros  | Atlanta Braves | 6-1  |
| 06/10                               | Houston Astros  | Atlanta Braves | 1-5  |
| 08/10                               | Atlanta Braves  | Houston Astros | 5-3  |
| 09/10                               | Atlanta Braves  | Houston Astros | 7-5  |
| Atlanta Braves vincono la serie 3-1 |                 |                |      |

| Data                               | Squadra di casa      | Squadra ospite       | Ris. |
| ---------------------------------- | -------------------- | -------------------- | ---- |
| 05/10                              | Arizona Diamondbacks | New York Mets        | 4-8  |
| 06/10                              | Arizona Diamondbacks | New York Mets        | 7-1  |
| 08/10                              | New York Mets        | Arizona Diamondbacks | 2-9  |
| 09/10                              | New York Mets        | Arizona Diamondbacks | 3-4  |
| New York Mets vincono la serie 3-1 |                      |                      |      |

### League Championship Series
American League
| Data                                  | Squadra di casa  | Squadra ospite   | Ris. |
| ------------------------------------- | ---------------- | ---------------- | ---- |
| 13/10                                 | New York Yankees | Boston Red Sox   | 4-3  |
| 14/10                                 | New York Yankees | Boston Red Sox   | 3-2  |
| 16/10                                 | Boston Red Sox   | New York Yankees | 13-1 |
| 17/10                                 | Boston Red Sox   | New York Yankees | 2-9  |
| 18/10                                 | Boston Red Sox   | New York Yankees | 1-6  |
| New York Yankees vincono la serie 4-1 |                  |                  |      |

National League
| Data                                | Squadra di casa | Squadra ospite | Ris. |
| ----------------------------------- | --------------- | -------------- | ---- |
| 12/10                               | Atlanta Braves  | New York Mets  | 4-2  |
| 13/10                               | Atlanta Braves  | New York Mets  | 4-3  |
| 15/10                               | New York Mets   | Atlanta Braves | 0-1  |
| 16/10                               | New York Mets   | Atlanta Braves | 3-2  |
| 17/10                               | New York Mets   | Atlanta Braves | 4-3  |
| 19/10                               | Atlanta Braves  | New York Mets  | 10-9 |
| Atlanta Braves vincono la serie 4-2 |                 |                |      |

### World Series
| Data                                  | Squadra di casa  | Squadra ospite   | Ris. |
| ------------------------------------- | ---------------- | ---------------- | ---- |
| 23/10                                 | Atlanta Braves   | New York Yankees | 1-4  |
| 24/10                                 | Atlanta Braves   | New York Yankees | 2-7  |
| 26/10                                 | New York Yankees | Atlanta Braves   | 6-5  |
| 27/10                                 | New York Yankees | Atlanta Braves   | 4-1  |
| New York Yankees vincono la serie 4-0 |                  |                  |      |

## Premi
Miglior giocatore della Stagione
|    | Giocatore      | Squadra        |
| -- | -------------- | -------------- |
| AL | Iván Rodríguez | Texas Rangers  |
| NL | Chipper Jones  | Atlanta Braves |

Rookie dell'anno
|    | Giocatore        | Squadra            |
| -- | ---------------- | ------------------ |
| AL | Carlos Beltrán   | Kansas City Royals |
| NL | Scott Williamson | Cincinnati Reds    |

Miglior giocatore delle World Series
| Giocatore      | Squadra          |
| -------------- | ---------------- |
| Mariano Rivera | New York Yankees |